# Naqqara
Naqqara, també naghara, naqara, nakkare, naghāreh, és un grup de tambors que es toquen en parelles des de Magrib via Orient Mitjà i Àsia meridional fins Àsia central. Els tambors, la majoria d'ells tocats amb baquetes, eren un component indispensable de les bandes militars i orquestres de palau als països islàmics d'aquesta regió i a les cases reials europees. Encara s'utilitzen avui dia per acompanyar danses i en la música religiosa cerimonial.
A partir del segle xii, el tambor doble (sempre van de dos en dos) es va estendre pel retorn de les croades acompanyant una trompeta recta a la cavalleria. A Europa Occidental durant aquest temps es va convertir en el tambor anglès nakers i en alemany pouke, que esdevingueren precursors de les timbales de les orquestres. A Pèrsia, a les corts del magnat del nord de l'Índia i en els sultanats de la península malaia, el naghara (nagārā) va pertànyer aproximadament al segle xvi a l'orquestra del palau cerimonial naubat (nobat) i a la insígnia del governant. A l'Índia representa el precursors de la parella de timbales anomenada tabla.

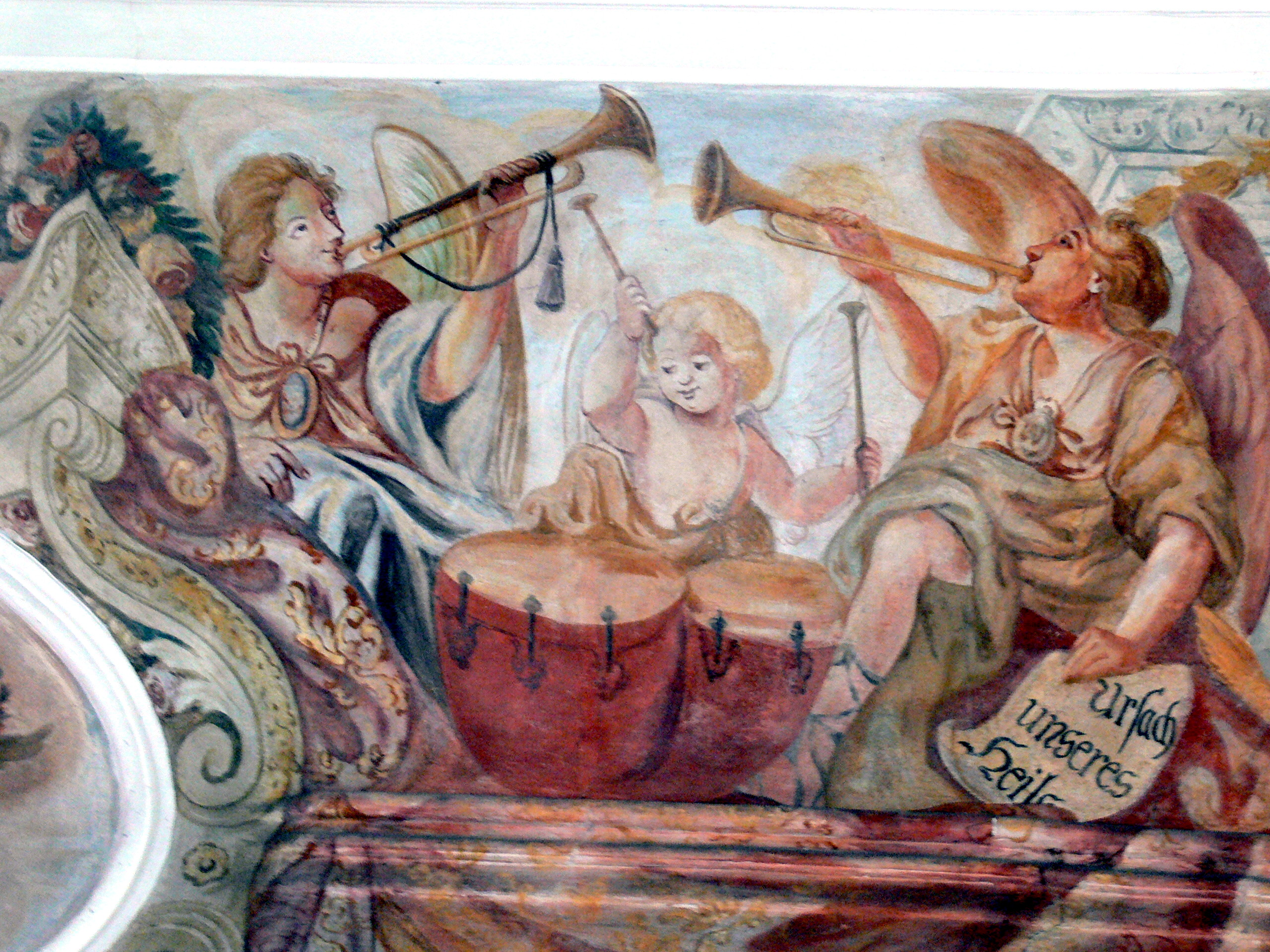

## Origen
Els tambors més antics, segons la iconografia dels murs i dels atuells de terra cuita, eren els tambors de marc a l'antic Egipte i Mesopotàmia. Possiblement les dones els tocaven en els rituals de culte. Un olla de terra trobada a l'àrea del temple de Tell Agrab està datada al voltant de l'any 3000 a.C., mostra tres dones nues sostenint objectes circulars a les mans i és probablement la primera il·lustració coneguda de tambors. De la disetena dinastia egípcia es representa al músic Emhab amb un gran tambor cilíndric. El gran tambor de peu sacerdotal “lilissu”, amb el cos de bronze, de l'antiga Babilònia, és considerat el més antic i precursor de les timbales d'avui dia. Des de l'antic Egipte fins als primers temps islàmics els tambors de marc quadrat eren ad-duff, aquest instrument és un instrument hebreu per a dones anomenat tof (els tofs d'avui són rodons), i varis tambors grans són molt emprats pels homes a la guerra. Eren poc comuns els tambors petits d'una sola peça.
Un historiador turc del segle xvii va descriure que un músic de tambor de marc rodó “dayareh” i un músic indi amb un gran timbal kāsā pertanyien al cercle del Profeta Mahoma. Entre els instruments musicals permesos pel profeta al segle VII hi havia el tambor ghirbāl, rodó i gran, que probablement tenia cordes tensades sota la membrana. També el bendir estava possiblement equipat amb cordes en aquell moment o, pel que indiquen els forats al marc, incorporava sonalls. L'instrument principal de les bandes militars era el ṭabl-khāna, a més a més de trompes, trompetes i tambors, que generalment s'anomenen ṭabl en árab.
Als països àrabs d'Orient Mitjà cap al segle X hi havia diferents tipus de timbales: el gran al-kūs (a la música militar turca s'anomena kös), l'encara més gran mongol kūrgā (kūrka), el ṭabl al-markab, el naqqāra dabdāb i el qasa de fons pla. Tabl šāmī era un tambor amb forma d'hemisferi tensionat per tires de pell, que es duia suspès per una corda durant els balls de guerra del sud d'Aràbia. El petit tambor amb forma d'hemisteri ṭabelet al-bāz era colpejat amb corretges de cuir als festivals d'Egipte. Amb el pas del temps, els atuells de terra amb fons pla van ser dotats d'un cos rodó. D'aquesta manera, el tambor àrab ‘'atabal amb cos de metall s'ha transmès amb el nom de t'bol als països del Magrib. El timbal que es tocava per parelles s'anomenava ann-naqqāra, les seves dues meitats de diferent mida produeixen un to més profund i més alt.
El tambor amb forma de semicercle naqqāra era típic de la música militar dels països àrabs, Iran i de la regió històrica de l'Àsia central Gran Khorasan, que avui inclou Afganistan. Servia juntament amb les trompetes a l'orquestra del palau naqqāra-khāna com a símbol del poder governant i s'utilitzava a les cerimònies de les corts per rebre els convidats, al retorn d'un viatge del sultà, per anunciar un esdeveniment i els dies festius. En els primers temps de l'islam, només els califa tenien dret a mantenir l'orquestra, que demanava que toquéssin a la seva residència cinc vegades al dia (salat). Més tard, als governadors provincials també se'ls va permetre tenir un "naqqāra-khāna". Així el califa At-Tàï (abbàssida) 978/9 autoritzà els Buwàyhides perquè les orquestres toquessin tres vegades al dia. La pràctica de la interpretació amb una seqüència musical fixa s'anomenava "nauba".
Entre els Safavid que van governar de 1501 a 1722, i en èpoques posteriors els sons forts de naqqāra-khāna van sonar a la capital Esfahan des dels dos balcons damunt l'entrada a Qeisarieh, el Basar Reial a l'extrem nord de la Plaça Naqsh-i Jahan. Segons informes del segle xvii, l'orquestra tocava a totes les ciutats governants perses des d'una posició elevada. Segons el metge i viatger Engelbert Kaempfer a Esfahan al voltant de 1684 l'orquesta estava formada per 40 homes.
Durant les marxes i batalles, grans tambors (naqqarya) eren fermats a banda i banda del llom d'un cavall o un camell, el tambor de so més alt a l'esquerra. Parells de tambors més petits ("naqrazan") eren carregats pels rucs. Quan es toca individualment o en parelles, el "naqqqara" penja del coll del músic, o també el músic el pot sostenir amb la mà esquerra i el colpeja amb una baqueta amb la mà dreta.

## Iran i Àsia central

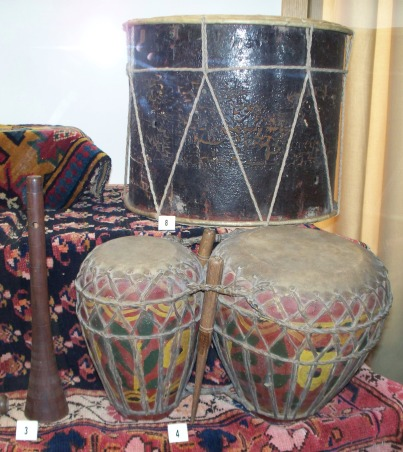

Va obtenir el nom de l'arameu kāsā probablement rebut els primers segles d.C. i també del gran timbal iraní kōs (kus). El cos amb forma de cadena era d'argila, fusta o metall. Els relleus de roca sassànida de Taq-e Bostan (finals del segle VI d.C.) mostren l'arpa čang, l'oboè sorna, i l'orgue xinès sheng, trompetes i tambors. El mateix "kōs" és mencionat a l'Iran al segle X amb el tambor en forma de copa tombak, el tambor de marc dā'ira i el tambor en forma de rellotge de sorra kōba. El "kōs" era un tambor de guerra que es duia a cavall o camell i que es tocava a la batalla karnai.
El nom naghara (en anglès naghghareh) es troba a la música iraní des de l'època islàmica per a esmentar un parell de tambors petits. Rumi (1207-1273) va mencionar repetidament "nagharas", que es van convertir en una part essencial de l'antiga música cerimonial cortesana "naubat". El cos és d'argila, la membrana de pell estirada per tires de pell entrellaçades transversalment, que van per sota el fons semicircular. Els dos tambors estan separats davant el músics, asseguts al terra, amb els costats superiors inclinats oblicuament l'un cap a l'altre, i són colpejats amb pals curts de fusta (damka), que tenen els extrems lleugerament doblegats cap amunt. El tambor més gran i de so més baix es diu nar (significa mascle), el més petit bcats (femella). A l'Industal inferior al Pakistan l'instrument més gran es diu nar o bam, el más petit zed, i al nord de l'Índia també nar (mascle), però madi (femella).
Les variacions locals del "naghara" a l'Iran tenen els noms de la seva regió d'origen. El "naghareh-ye shomal" (al nord naghar) d'argila es toca principalment a la música lleugera de la província del nord Māzandarān, on també es coneix com a desarkutan. El cos més gran amb uns 22 centímetres de diàmetre s'anomena bam, el més petit amb 16 centímetres zil. Les dues membranes són de pell de vaca i se subjecten amb tires de pell. Un o dos "desarkutan" s'utilitzen juntament amb un oboè surnai a bodes o esdeveniments esportius. Els "nagharas" són una mica més grans al sud de la província de Fars i a la ciutat kurda Sanandadsch.
A la música de Tadjikistan i l'Uzbekistan el nagharä o nägharä són petits tambors amb forma de tetera. Els tambors cilíndrics allà tenen variants del nom com dhol. A Uzbekistan el prefix dul fa referència a un tambor de so profund i sorollós, rez a un petit instrument de so més alt i kosh-naghara són un parell de tambors d'argila coberts amb pell de cabra.
A la regió occidental de la Xina Xinjiang els musulmans uigurs es reuneixen en l'aniversari d'un dels molts sants al davant de la seva tomba (mazar, equivalent aqubba als països àrabs). En el transcurs d'aquest festival apareixen vàries bandes de "naghra sunay", típiques orquestres d'oboè i tambors amb forma d'hemisteri, ja que probablement van ser introduïts a la regió durant la islamització amb els qarakhànides al segle x. Els homes que ballaven en processó cap al santuari també colpejaven el gran tambor de marc dap (similar al dayereh).

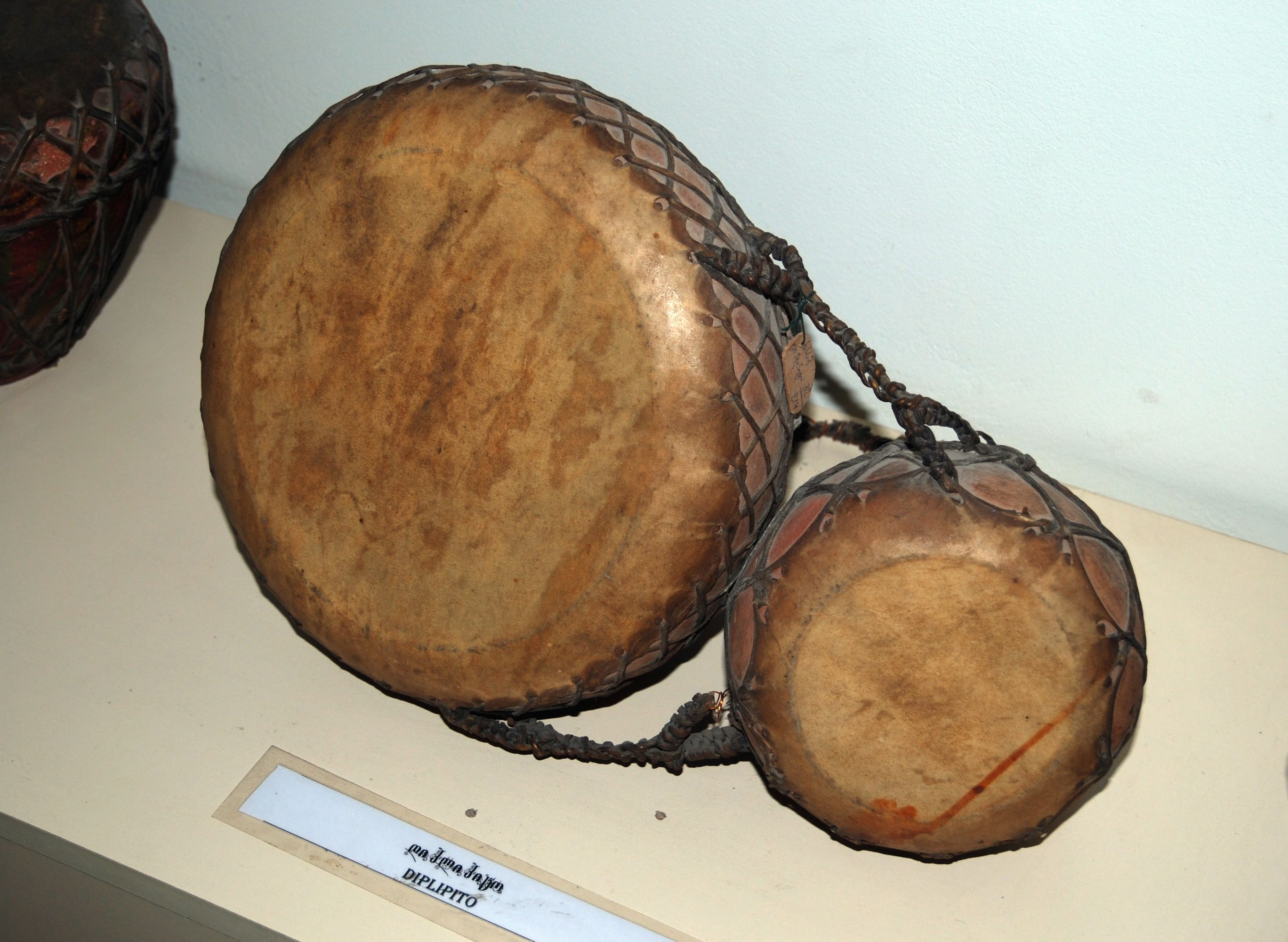
Diplipito, a Geòrgia

A la música de l'Azerbaidjan l'instrument de percussió més comú és la pandereta däf que toca el cantant mugham. A més a més, "naghara" (naģara) no designa excepcionalment un tambor de copa, sino un tambor cilíndric, que pertany a la música cantada folklòrica ashik. El seu cos de fusta o plàstic té ziga-zagues de pells d'ovella o cabra, avui dia recobertes de membranes de plàstic. El tambor sobresurt diagonalment cap endavant descansant damunt el genoll, sostingut per l'avantbraç esquerre. Es toca principalment a cerimònies de boda, picant amb ambdues mans la membrana superior del "däf". El petit parell de tambors d'argila azerbaidjans s'anomena goša naģara (gosha naghara), de gosha, "parell". Ambdues parts tenen diàmetres diferents a la mateixa altura i estan unides per cordills.A Geòrgia el mateix parell de tambors s'anomena diplipito. Ambdós es toquen amb pals curts de fusta.
A la zona de l'Azerbaidjan tots tenen cossos de fusta (també poden ser de terrissa), de vegades amb petits orificis. Les membranes s'estrenyen amb cordes creuades (sovint de pell) i es toquen amb les mans o amb baquetes de fusta amb extrems rodons o en forma de ganxo. Els tambors tenen diferents noms segons la mida. El kyos (nagara gran) és de 50 a 60 cm de diàmetre i antigament el feien als pobles a partir d'un tronc d'arbre. El coneixement del tambor a àrees més grans va afavorir que experts artesans produïssin instruments més refinats. El kyos es penja a l'espatlla amb una corretja de cuir i es va colpejant amb una baqueta.
El nagara bala o nagara chure (nagara mitjà) és de 35 a 40 cm de diàmetre i és principalment un instrument de conjunt. Subjectat per sota del braç esquerre, pot ser colpejat amb les mans nues o amb una mà i una baqueta. De tant en tant es toquen els dos; als extrems de la membrana es toca amb els dits i, al centre del tambor, amb els palmells. El nagara kichik (nagara petit) també es toca en conjunts musicals i orquestres. El nagara s'utilitza juntament amb altres instruments en la música popular: és típic un conjunt de dos kyos i dos zurnas (oboès) tocant a les revetlles, marxes o manifestacions. Els nagares eren usats originàriament durant la caça.
El doble tambor armeni "naghara" també és sonor i s'utilitza a l'orquestra dels cantants d'èpica tradicionals "ashugh" (que pertanyen als ashik) i en els conjunts "sazandar". A la regió del sud, a les Muntanyes del Caucas, sazandar es refereix a l'orquestra i els seus músics, que es dediquen sobretot a les bodes i toquen uns llaüts de corda kemençe, l'oboè zurna i duduk o acordió a més a més de tambors de copa i de marc.

## Turquia

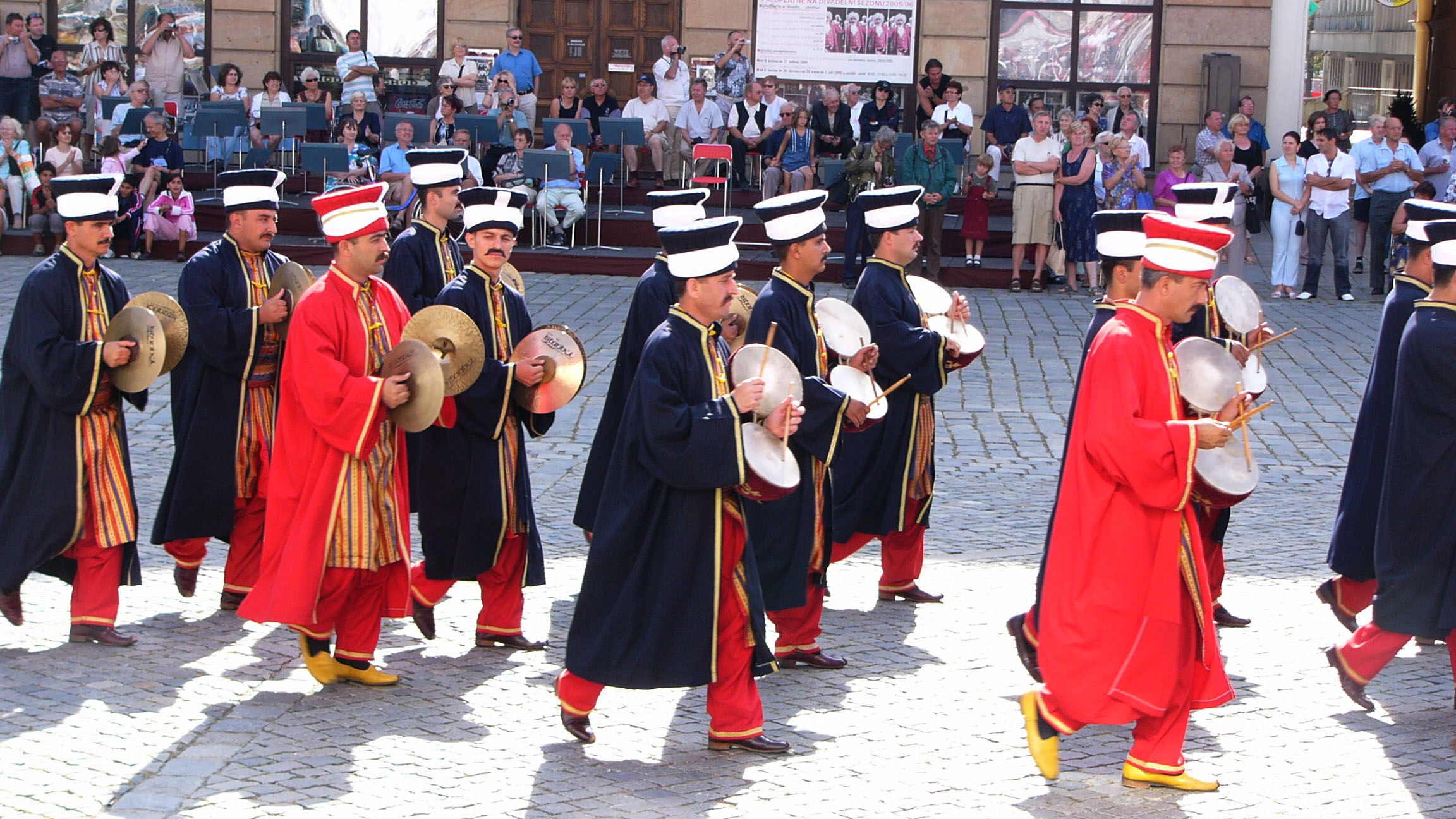
Vuit músics de nagara seguits de sis músics amb platerets

Els tambors a les orquestres representatives de l'Imperi Otomà tenien gran rellevància. Fins a la dissolució d'aquesta institució el 1826, amb la capella militar totalment ocupada, que havia estat en funcionament des del segle xv, acollia a diversos músics militars. Fins a 36 músics tocaven instruments de percussió, nou d'ells el parell de tambors de semicercle nakkare, el tambor de marc gran davul, el parell de címbals zil (esmentats per primera vegada a finals del segle xii) i l'arbre de campanes çağana. La trompeta recta nafīr, la trompeta natural amb forma de serp boru i el corn zurna. Un dibuix de principis del segle xix mostra a tres geníssers fent música de cambra dempeus amb un "zurna" i un "daul" ("davul", tambor gran tubular). En el centre hi ha un percussionista assegut a terra amb un parell de timbales "nagarasan" ("nakkare" en l'ortografia actual) davant ell.
La contrapart corresponent al nakkare a la música militar la trobem a la música turca i a la música ritual religiosa de l'ordre dels mawlawiyya en el parell de petits tambors kudüm. En aquest, dos vasos de metall semicirculars amb una membrana de pell de cabra estan connectats per un plexe. Per aconseguir un so més complet, el metall està completament recobert de pell. El diàmetre és de fins a 30 centímetres, l'alçada és aproximadament la meitat. Els kudüm es toquen amb dues maces, i algunes vegades amb les mans. Ambdós tambors estan muntants damunt dos anells gruixuts de cuir.

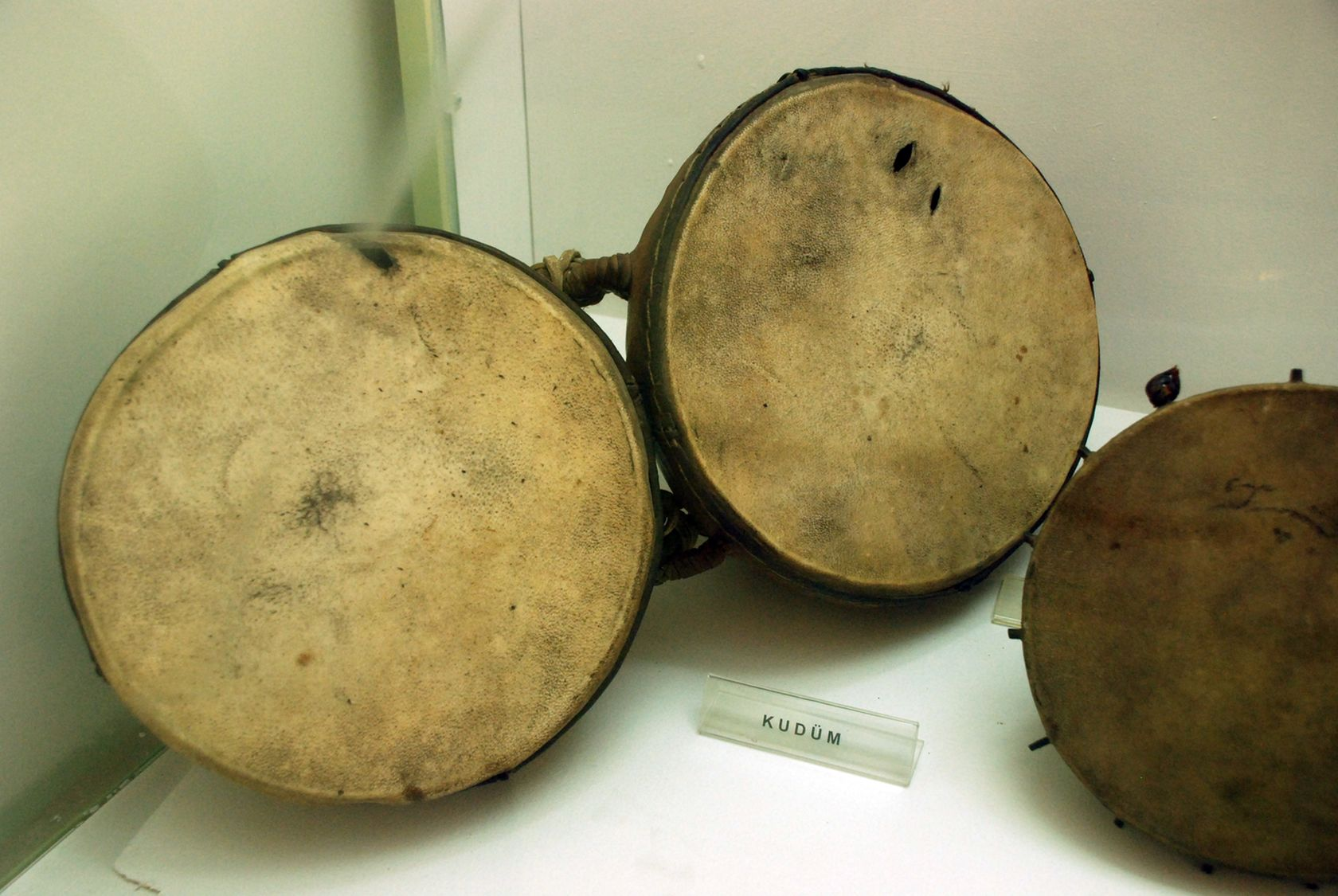
Kudüm, tambor de la dreta amb un sol cos, al Museu d'Art Turc-Islàmic (Yeşil Medrese), Bursa

A partir del segle xiii, a la cerimònia dels balladors dervix de la confraria sufí, es reconeix el desenvolupament d'una música artística turca independent. Els mevlevi toquen el "kudüm" amb la flauta ney, el rabab, el tanbur i els plats zil. Les pintures en miniatura del Surnâme-i Vehbî, un manuscrit il·lustrat del poeta otomà Seyyid Vehbi, representen les festivitats celebrades pel sultà Ahmed III (govern entre 1703-1730) el 1711 amb ocasió de la circumsició dels seus fills. S'exposen músics amb oboès, panderetes de campana (zilli def) i kudüm, que acompanyen als bailarins (köçek) amb castanyoles a les dues mans (chahār pāra).
Molt probablement el "kudüm", abans de convertir-se en l'instrument rítmic dels dervix i de la música cortesana, ja s'utilitzava a la música folklòrica turca. Avui dia està reservat a la música clàssica. Un instrument relacionat que s'utilitza per acompanyar els balls folklòrics a Turquia és el tambor petit amb forma de tetera, que es toca per parells, "çifte dümbelek" ("çifte dümbelek" es tradueix com "pairwise", "dümbelek" deriva de l'antiga notació consonant iraní "d-n-b-k" per als tons dels tambors).

## Àfrica del Nord
En la música folklòrica egípcia es toquen simples naqqārāt (naqqāra), que consisteixen en carbases cobertes de pell de pergamí de camell i s'ajunten per parells. El música l'aguanta contra el seu pit amb un braç i pica el tambor amb els dits plans, l'altre el sosté amb una corretja de pell de camell. Alternativament, el música s'asseu amb les cames creuades al terra i pica les membranes amb pals curts de fusta. Per a les processons empren el gran naqāryā, que està fet d'argila o coure i es col·loca a banda i banda de la montura del camell. Alguns tambors més petits s'anomenen naqrazan i es posen per parelles damunt un ruc.

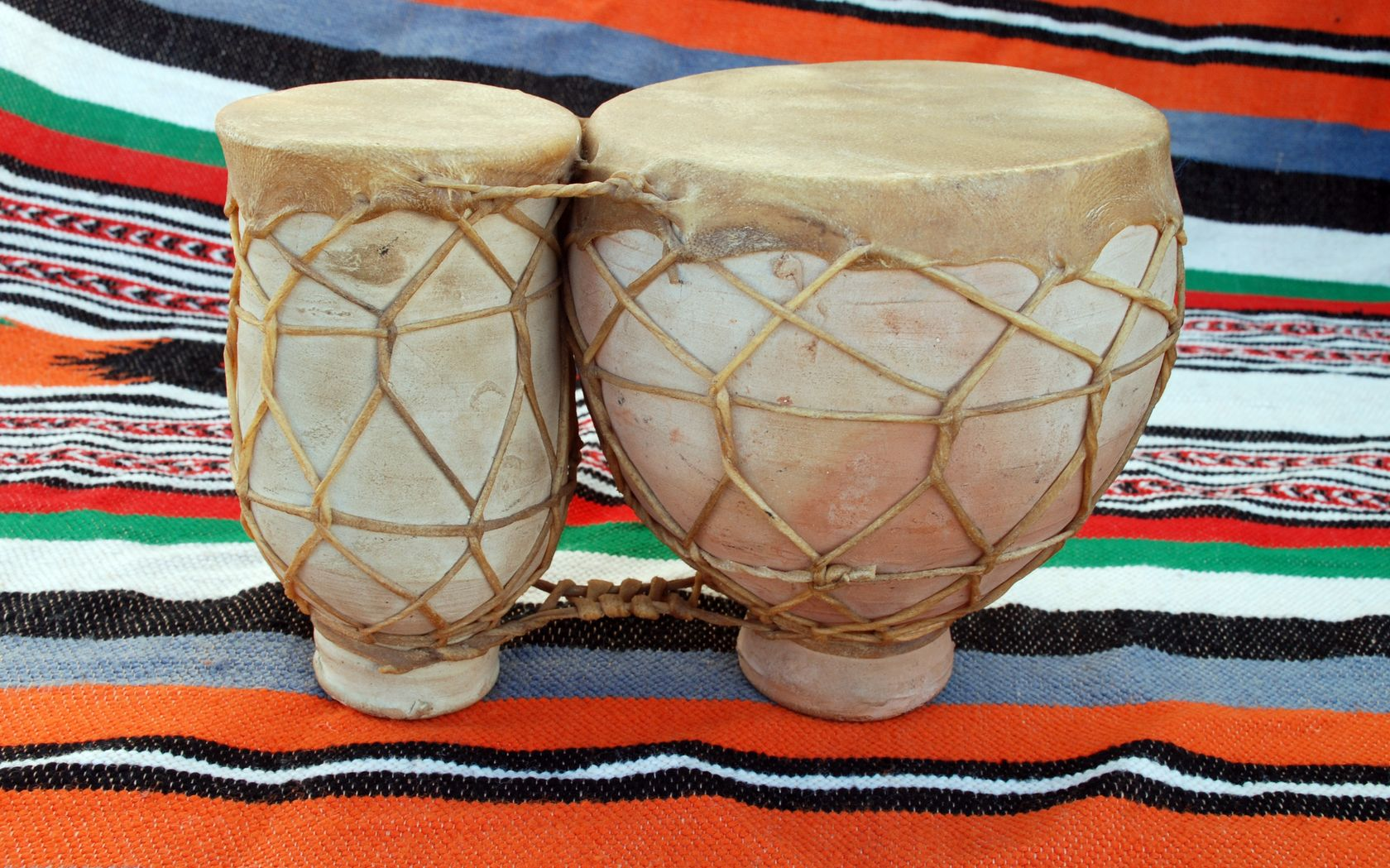
Tbilat, Marroc

En la música folklòrica dels països àrabs, les dones tocaven principalment tambors de marc petit i tambors amb forma de tetera. Una fotografia de principis del segle XX mostra quatre dones del Marroc amb el violí rebāb, el parell de tambors de tetera naqqāra, el tambor de marc amb campanes tār i el tambor de marc quadrat duff (o deff) cobert pels dos costats. Al Marroc, el naqqārāt, també conegut com a tbilat, consisteix en recipients d'argila grans i petits coberts de pell tensades amb tires també de pell. Aquí, com en altres llocs, els tambors s'escalfen abans del concert per tensar la pell. Al Magreb el naqqārāt també són els tambors de copa d'argila amb un coll llarg i obert a la part inferior. Un nom més antic pel naqqārāt a Tunísia és kurkutū, que encara s'esmenta avui dia amb relació a la cerimònia 'stambali'.
A Tunísia i pels voltants de la ciutat argelina Constantina, però no al Marroc ni a la resta d'Algèria, el tambor de doble membrana també pertany als instruments de conjunts de música clàssica. "Naġarāt" en el dialecte àrab de Tunísia i "nāġarāṭ" a Algèria es refereix a dos tambors semicirculars connectats amb un diàmetre d'uns 20 centímetres, el cos dels quals són de llaüt i, de vegades, d'argila. La iconografia de principis de segle XX mostren els dos tambors tombats l'un al costat de l'altre damunt una estructura de fusta; avui es col·loquen damunt un suport davant el músic assegut, que els pica amb dos pals. El to del tambor inferior just davant del músic és àrab-tunisià, šāyib (àrab šāʾib, "Greis"), el tambor superior esquerre produeix un to anomenat šbāb (àrab šabāb, "Jüngling").
Els tambors amb forma de tetera que es produeixen en gran part d'Àfrica amb prou feina estan relacionats entre si i només en el cas d'alguns tambors del Sudan es reconeix l'origen de l'àrab naqqāras. Els tambors grans tocats per parelles amb cos de fusta o bronze s'utilitzaven per a la representació a les corts musulmanes dels Hausses. Els seus "tambari" tenien uns 50 centímetres d'alçada, segons les representacions més antigues, amb una membrana fixada per un pneumàtic de ferro, que estava reforçat a la part inferior amb un altre anell de ferro. La típica orquestra cerimonial dels hausses encara consisteix en tambors similars, la trompeta llarga kakaki i/o l'instrument de doble canya algaita. Un parell de tambors similars tocats sobre cavalls de la kababisch, un grup ètnic de Kurdufan, s'anomenava naḥās. El preciós tambor de bronze tenia un alt valor com a símbol tribal més enllà del seu preu. Va ser un tambor de palau i convidava a la gent a anar a palau
A les orquestres militars d'Etiòpia que tocaven als campaments i palaus dels governants Ras va servir al gran tambor de polpa 'negarit' (nagārit) anteriorment un símbol del poder imperial.

## Àsia meridional

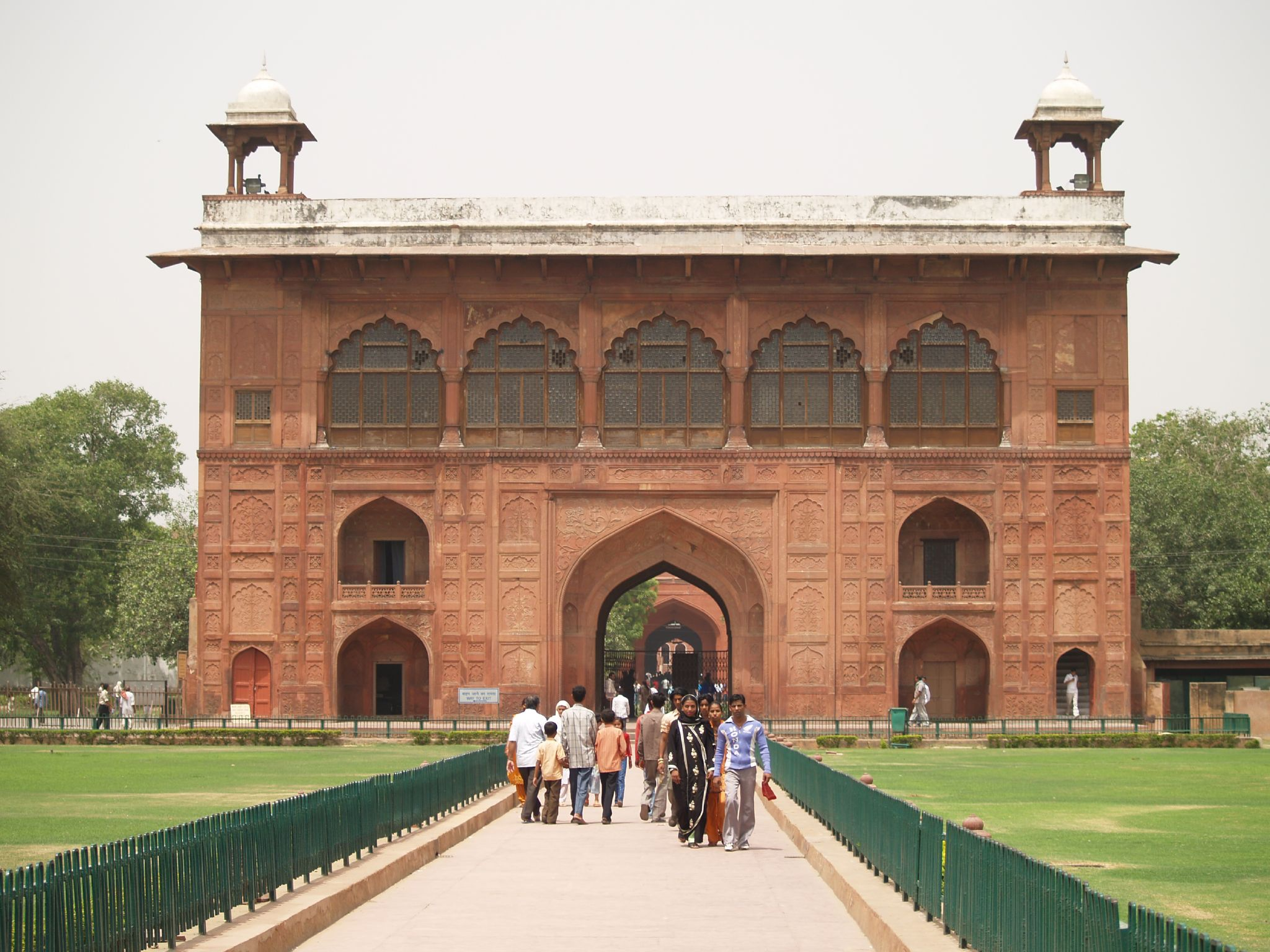
Casa del tambor, a Delhi

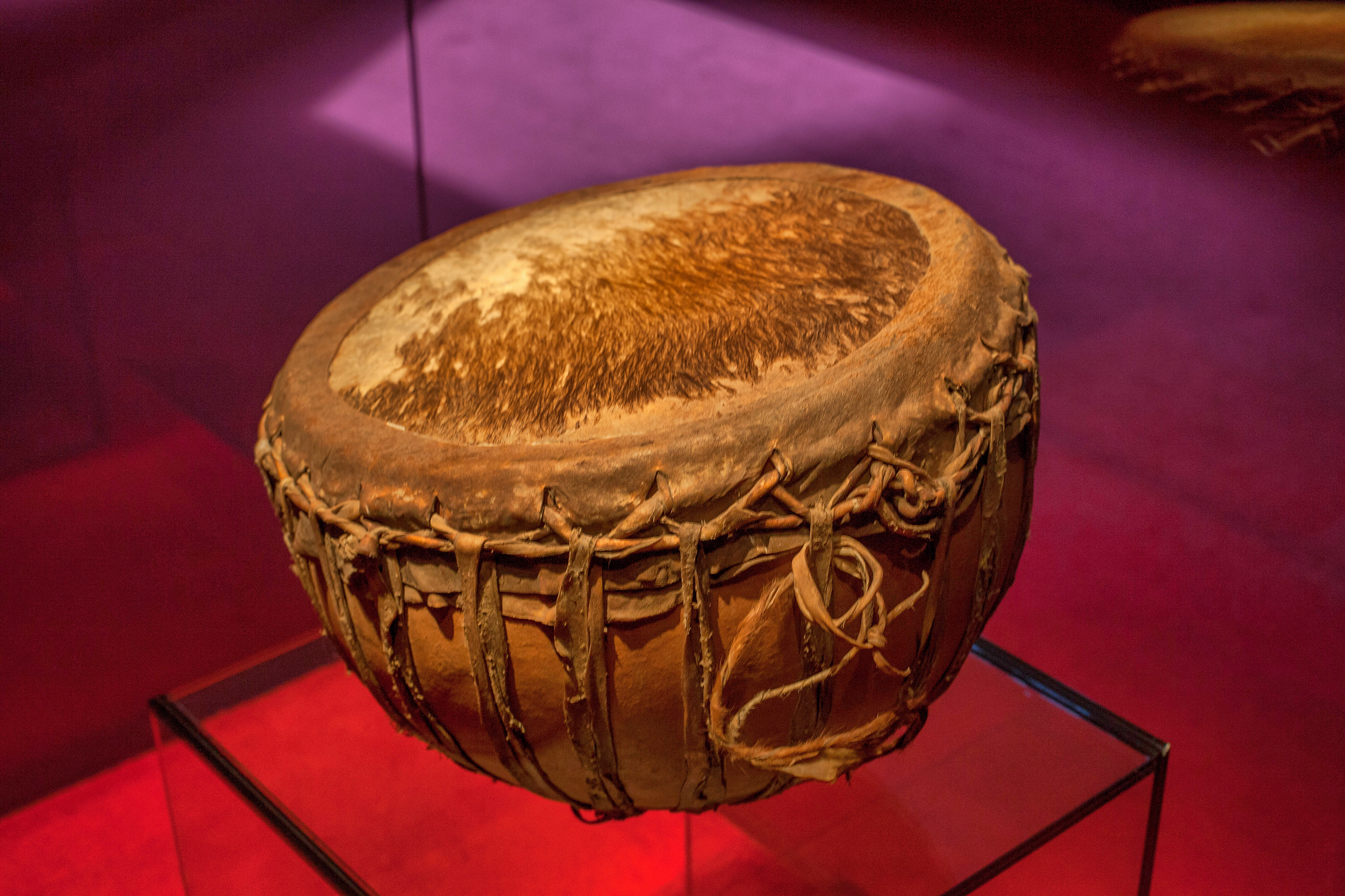
Nagara d'Orissa, Índia

En el llibre indi del magnat Mogulmalerei des de principis del segle xvi, el parell de tambors tambārā estaven entre les insígnies de poder que sovint es representaven al centre de la imatge dins del cercle del governant. Els tambors de perol van arribar a l'India després de l'Expansió de l'islam de Sind el 712. Van arribar a les capes militars juntament amb els oboès i les trompetes. El nom naqqāra apareix per primera vegada el 1192 en el Sultanat de Delhi musulmà. A "Bābur-nāma", les memòries del primer magnat emperador Babur (1483-1530), es mencionen els tambors. Una de les seves filles era la princesa Gulbadan Begum (1523-1603). Va escriure la història de la vida Humāyūn-nāma del seu germà Humayun (1508-1566), el segon governant mogol. Això inclou la història de com Humayun va haver de travessar l'Indus per escapar de l'Índia al nord, on va demanar l'ajuda d'un balutxi que acampava allà amb la seva gent. Humayun va donar a l'home el seu tambor, el seu estendard, un cavall i una túnica per aconseguir vaixells i gra.
Un grup militar es deia generalment "abl-khāna", la tasca principal de la qual era intimidar l'enemic durant la batalla. En les missions militars dels governs mogols, centenars de tambors ("abl-jang", "tambor de guerra") van ser transportats a cavalls o camells i van ser colpejats amb pals per produir tants sorolls com fos possible.
També a l'Índia, “nauba” era un grup de música que tocava en determinats moments del dia. Va existir no més enllà del segle x, si existia anteriorment en la cultura musical índia, va ser en aquesta època que els musulmans immigrants van contribuir a donar-li una major rellevància. A l'època islàmica, el nom dels músics va ser transferit a la seva música, que interpretaven cinc vegades al dia en el moment de la pregària. L'orquestra de la cort “naubat” va ser presa en els palaus Mogol i anunciada allà a la gent i en presència de les autoritats. Akbar pagava als músics com als soldats i, en absència del governant, havien de quedar allà esperant el seu retorn. Les nagārās també s'utilitzaven a les processons estatals. Una de les evidències de la “nagārā” com a símbol de poder és la història de la lluita entre els nens Akbar i Ibrahim, el fill de Kamran (germà d'Humayun). Tots dos van lluitar pel tambor, que finalment ga guanyar Akbar, per la seva força.
L'orquestra es va allotjar en el seu propi edifici, el naqqāra-khāna (Casa del tambor, i també el nom de l'orquestra naubat-khāna) en un lloc destacat del pati del palau. Naqqāra-khānas i els seus conjunts existien al nord de l'Índia, a l'Afganistan, i a l'Iran fins a l'Àsia central. A partir del segle xvi, l'orquestra no actuava només a les funcions més representativos, sinó també als actes menys oficials. Els espectacles de cantants, ballarins i narradors (qawwālān) eren acompanyats pels percussionistes. Els "naqqāra-khānas" conservats a les tombes d'Itimad-ud-Daula a Agra i Gol Gumbaz a la ciutat del sud de l'Índia Bijapur, probablement van servir per a ambdues finalitats.
La historiografia oficial dels Akbars (regnat 1556–1605), escrita pel cronista de la cort Abu 'l-Fazl a la dècada de 1590, porta el títol persa Akbar-nāma. Abu 'l-Fazl llista meticulosament els instruments de l'orquestra naubat:
1. 18 parells de tambors de gran so, anomenats kuwarga o damāma'.

1. 20 parells de tambors naqqāra.

1. 4 duhul, tambors cònics grans.

1. 9 surnā, precedents dels oboès shehnai, que se solen tocar junts.

1. 3 trompetes llargues nafīr, amb dissenys o ornaments indis, perses i europeus.

1. 3 parella de címbals àrabs/perses sanj.[25]

El metge i viatger francès François Bernier (1625-1688) va descriure que l'orquestra Aurangzeb (regnat entre 1658 i 1707), tocava en determinades hores del dia i de la nit. Després d'un primer període d'habitualització, va trobar solemnes i agradables melodies produïdes per una orquestra formada per una dotzena de trompetes llargues ("karna") i diversos instruments de percussió. Segons l'observació de Bernier, la música cerimonial a la era tocada per 20 parells de tambors ('nagārā' '), almenys quatre instruments de vent (surnā' ') i tres címbals (sanj). Segons una descripció de l'època d'Akbar, el tambor principal estava situat en el centre de l'orquestra. La seva funció es pot estendre als conjunts actuals de Tasso, que toquen al nord de l'Índia i al Carib en celebracions familiars on el gran tambor tasso és el centre de l'acció.

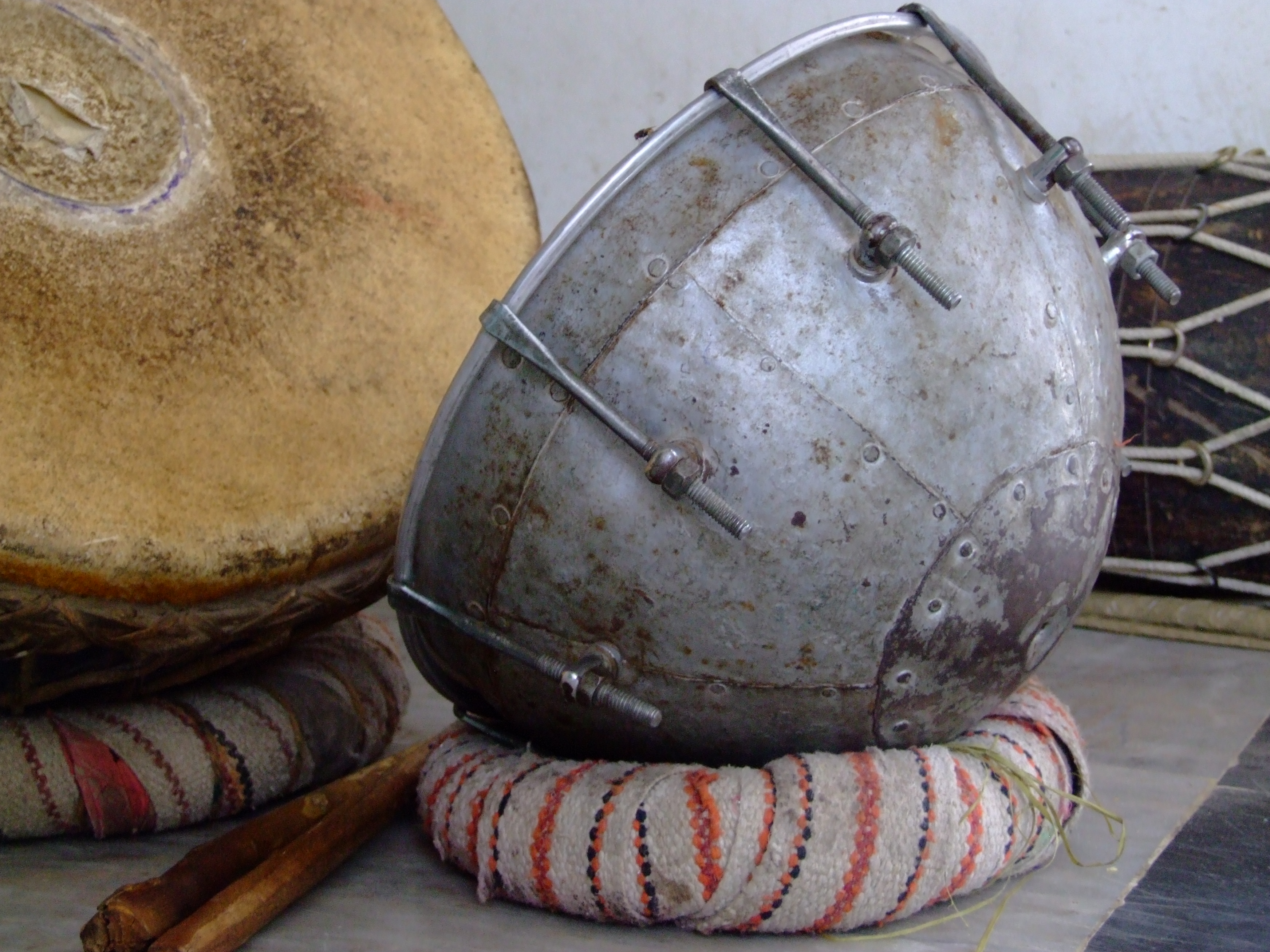
Nagara, instrument de percussió del Rajasthan

Com es mostra a les miniatures, en el temps d'Akbar, a més del nagārā, hi havia també el tambor cilíndric amb el nom persa duhul, que correspon al dhol indi actual.
Fins al dia d'avui, un conjunt més petit ha sobreviscut a algunes de les orquestres naubat tocant especialment a les tombes de sants musulmans (persa dargah, equivalent a l'àrab 'qubba'). Els parells de tambors estan formats per bols metàl·lics que estan lleugerament corbats a la part inferior. El tambor més petit i de so alt al costat dret s'anomena "jil" o "jhil" (de l'arab persa "zir"), el més gran al costat esquerre s'anomena "dhāma". Les membranes de pell que es tensiona amb un cordó en ziga-zaga. Els tambors es poden afinar escalfant-los o amb aigua, ja que es poden omplir a través d'un forat. El tambor gran s'afina amb una pasta de resina que s'enganxa a la part inferior de la pell.
A vegades avui s'interpreten composicions raga de música de cambra amb dos parells de tambors nagārā i dos oboès shehnai,, on un dels dos shehnai produeix un so de bordó (shruti). El tambor petit descansa en un anell de tela en diagonal davant el músics, mentre que el tambor gran està a prop d'ell, en vertical. Ambdós es piquen amb pals. Una gran orquesta de naubat només es pot escoltar en rares ocasions. Consta de varis nagārās i varis oboès de campanes grans i petites (els petits s'anomenen piri (veure instrument coreà). Per a començar la música, es colpeja un címbal, que al final té un gran tambor amb forma de bota (tavil).
Els nagārāstocats individualment o en parelles amb pals o amb les mans a la música folklòrica índia són tambors antics i tenen els noms regionals damau (a Uttarakhand), dukkar odukar-tikar (a Punjab i al Rajasthan), 'duggi' (a Uttar Pradesh i entre els Baul i khurdak a Bengala Occidental). Un "duggi" o "dukar-tikar" acompaya sovint l'oboè "shehnai" en la música clàssica del nord de l'Índia. El "khurdak" (equivalent al "duggi") és un petit parell de timbales que l'intèrpret del "shehnai" Bismillah Khan (1916-2006) va preferir com acompanyament rítmic. A Rajasthan, el "nagara" tocat en parelles distingeix entre un "nagara" "mascle" de so baix, cobert de pell de búfal o de camell, i un "nagari" "femella" de so més petit i agut, que té una membrana de pell de cabra.
En cert conjunt de música folklòrica del sud de l'Índia, l'oboè mukhavina i un parell de dhanki amb cos de fusta es toquen junts. El "dukkar" s'assembla a la "tabla" perquè la seva membrana també està recoberta de pasta resinosa per a afinar. Els dos tambors "dukkar" es lliguen al voltant de la cintura i es toquen dempeus. A l'àrea de Gilgit-Baltistan incloent el riu de la Vall d'Hunza al nord de Pakistan es produeixe el "damal".

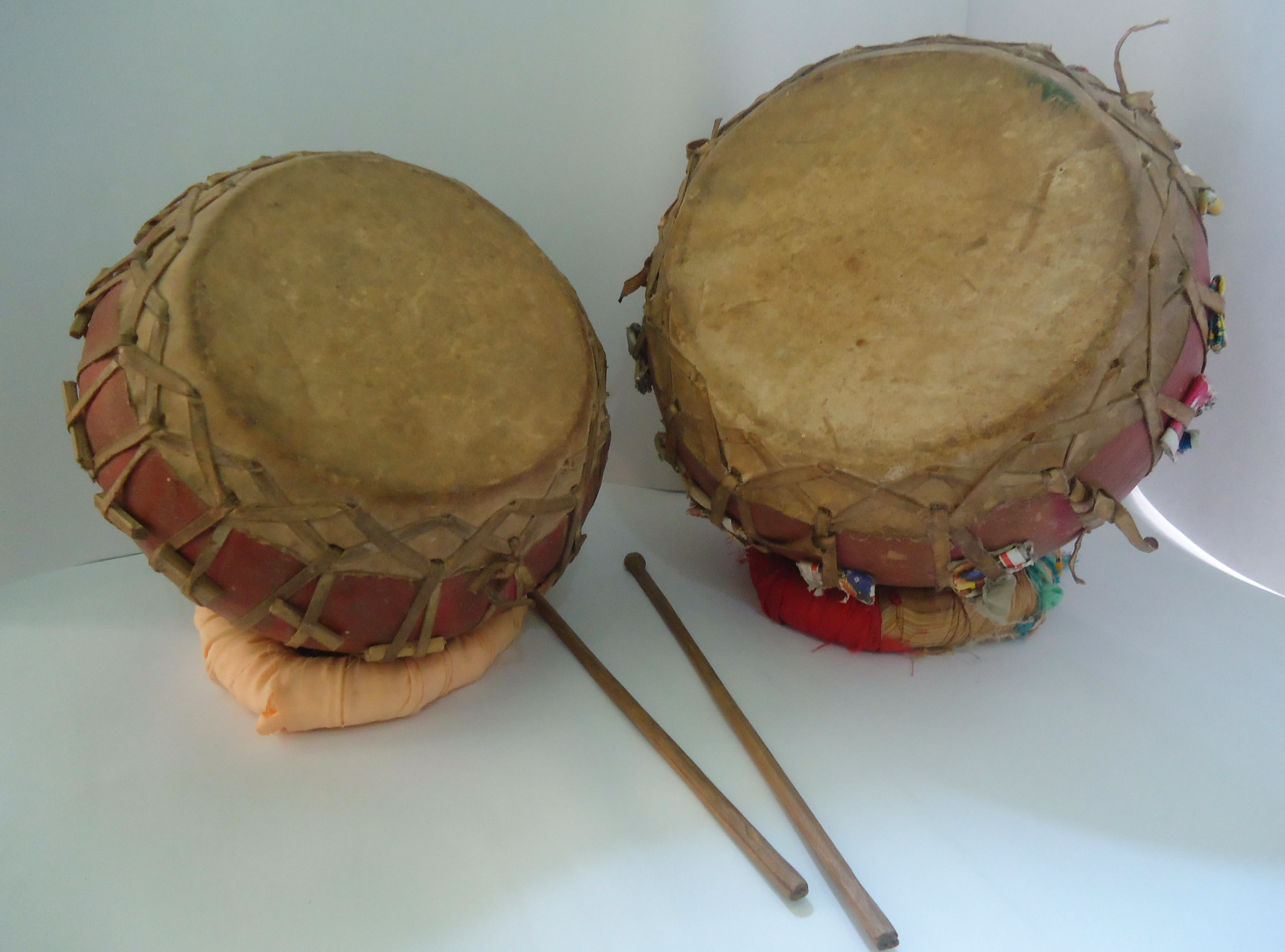
Assam per acompanyar la dansa

Un tambor tocat individualment a Bihar amb un diàmetre d'uns 45 centímetres s'anomena nāgara, la seva contrapart és més gran a Bengala Occidental amb 60 centímetres, el dhāmsā. Tots dos acompanyen les variants regionals del teatre de dansa Chhau. Els nagārās anuncien actuacions per tot el nord de l'Índia del popular teatre d'entretenimient Swang de la tradició Nautanki i es consiera l'instrument essencial de l'orquestra que acompanya. Un gran tambor sagrat d'argila fet pels Achik a l'estat nord-oriental Meghalaya de l'Índia s'anomena nāgrā, s'assembla al nāgārā d'Assam.
A Nepal el nagarā és un tambor de perol utilitzat en parells amb diàmetres entre 35 i 42 centímetres, que es colpeja amb dues maces.A les cerimònies diàries de sacrificis als santuaris de Shiva als pobles nepalesos, una "nagarā" individual es toca amb o sense un mànec. A la part central del país apareix un sonor conjunt de percussió (nagarā-bānā) a cerimònies amb nagarā, un oboè (rāsa) yi una trompeta natural recta karnāl (karna), que es pot ampliar amb altres instruments de vent. Molts instruments musicals a Nepal estan reservats a castes individuals i són tocats només per aquestes. Els músics de "Nagarā-bānā" pertanyen exclusivament als Damai, una casta de sastres d'estatus social molt baix, els noms dels quals deriven del tambor de coure damaha. El nagarā nepalès sol ser de coure. Per a la construcció del "gorkha durbar, en les cerimònies més famoses, s'interpretà nagarās, un prometedor aliatge d'or, plata, coure, ferro i zinc (Sànscrit panchadhatu, "cinc metalls"). Un nagara és l'únic instrument musical indispensable per a la música del temple i, per tant, és honrat.
La tabla' és avui dia l'instrument rítmic més important de la música del nord de l'Índia. La història d'aquest parell de timbales es remunta només al segle XVIII; a finals del XIX van existir les primeres "tabla-gharanas" (escoles de música i estils) en les que es va emprar l'instrument en una gamma estilística més ampla. Hi ha dues llegendes sobre la seva possible gènesi -Amir Khosrau (1253-1325)-, el tambor de vidre amb forma de rellotge de sorra es va trencar en dues parts, o algú més endavant hauria dividit el tambor amb forma de bota "Fasrommel" pakhawaj per tenir un so més lleuger i acompanyar el cant de khyal, el nom de la tabla s'ha de buscar entre el nagārā persa i els seus descendents de música popular.

## Illes Malaises
L'orquestra de la cort persa naubat va arribar a l'arxipèlag malaisi amb la propagació de l'islam a l'Índia. Els primers petits imperis musulmans amb una orquestra "nobat" (malai) en el segle xiii foren probablement Pasai a l'extrem nord de Sumatra i l'illa Bintan a l'arxipèlag Riau.
Una llegenda descriu com el primer rei de Temasek, ara Singapur, s'entronitzà a si mateix. En la travessia a l'illa va perdre la corona en una tempesta, després del que va ser presentat a la seva oficina pels tambors. La paraula "entronizatzació" es va canviar de "mahkotakan" ("mahkota", "corona", "rei") a "tabalkan". Tabal significa el tambor cerimonial del governant, aparentement derivat de l'àrab ṭabl.

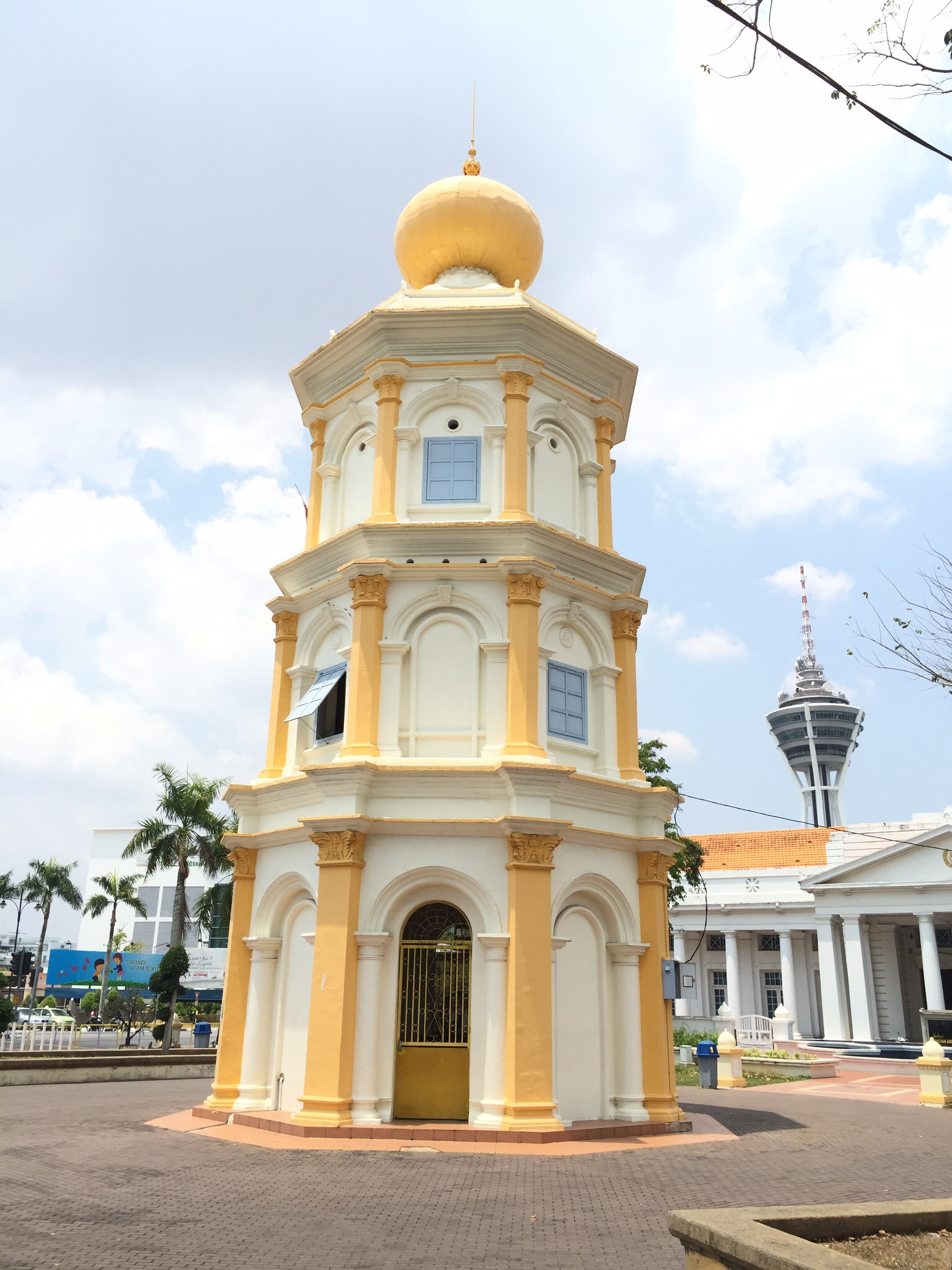
Torre del sultan de Sedah

Quan el tercer regent Mohammed Shah (1424-1444) del regne Malaca es convertí a l'islam, va institucionalitzar l'orquestra "nobat" com a part dels "costums i cerimònies tradicionals" (adat istiadat) que pertanyien al govern del sultan. L'orquestra de tambors conservà la funció cerimonial agafada de Pèrsia i l'Índia, però la paraula "daulat" per a l'autoritat i sobirania real encara conté un component religiós que hauria d'augmentar l'estatus del rei i donar-li una legitimitat divina addicional. En conseqüència, els músics pertanyen a una família d'antiga tradició malaia de qui les arrels mítiques donen lloc al gènere del sultà. Els músics s'anomenen "Orang Kalau, Orang Kalur" ("kalur", possiblement derivat de "susur galur", "arbre genealògic") o "orang muntah lembu", és a dir, "persones que surten de la panxa del bou" per descriure el seu origen particular. La seva interpretació era imperativa en l'entronització del governant, durant les audiències per a honrar als convidats, així com a les bodes, circumcisions i funerals de la seva família. Avui dia, els conjunts nobat formen part dels palaus dels sultans dels estats malais Kedah, Perak, Kelantan, [ Selangor, Terengganu i el sultanat Brunei. Els instruments també estan allotjats aquí en edificis especials (Balai Nobat) o en una sala del palau.
A Malàisia el tambor només es toca individualment, s'anomena nengkara o nehara derivat de la palabra naqqāra. El seu cos és de fusta dura (kayu teras jerun). La membrana de pell de cérvol o de cabra té un diàmetre de 40 centímetres s'estira amb cordes paral·leles fins a arribar a un anell a la part inferior. Els altres instruments del conjunt "nobat" són: un oboè "serunai", un nafiri (trompeta de plata recta) i dos tambors (kendang, gendang).

## Europa Occidental
Els moros probablement també van introduir els naqqārasa la Península Ibèrica al segle VIII, a més a més del barbat i la lira. No obstant això, no hi ha evidència que els tambors s'utilitzessin a Europa abans de les croades (al voltant 1095-1291), tot i que les relacions comercials amb l'Imperi Romà d'Orient i els normands van existir prèviament quan es van trobar amb àrabs a Sicília al segle x. A partir del segle xii, les fonts escrites esmenten tambors juntament amb trompetes rectes (antiga "buisine" francesa, derivada de la "bucina" romana), en la lengua nacional els tambors s'anomenaven "nacaires" en francès, "naccheroni" en italià, "nácar/nacara" en espanyol i "nakers" en anglès. En la literatura alemanya els tambors grans i petits s'anomenaven indiscriminadament "pauke", d'on deriva la paraula moderna timbala. A la seva obra de 1298 Il Milione, Marco Polo va dir gran timbal a "il grand nacar", el rei francès Lluís IX de França va escoltar “nacaires” i “trompes” des de la costa en la seva croada contra la ciutat portuària egípcia Damiata el 1249.
Aquests instruments també es van fer populars entre els militars europeus en el segle xiii. Eduard III (Anglaterra), Rei d'Anglaterra i Gal·les (1307-1327), va conduir a la conquesta de Calais el 1347 la seva orquestra de trompetes, tambors, nacaires, chalemises i muses", és dir, "trompetes, tambores de vàries mides, xeremies i gaites. En el segle xiv es va fer una distinció general entre els tambors grans i cilíndrics (tabours) i els tambors petits (nacaires).
Els tambors europeus eren més petits que els àrabs, amb un diàmetre de 15 a 20 centímetres. No obstant això, s'esmenta el terrible soroll que produïen grans quantitats de parelles de tambors tocades en parelles pels militars durant les campanyes. Al segle xiv els percussionistes també tocaven a les cerimònies a les corts europees, sovint acompanyats de trompetes.

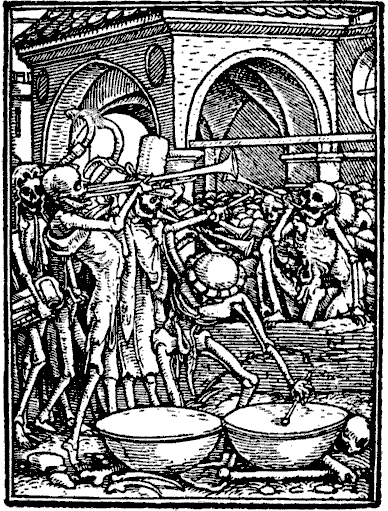
Xil·lografía de Hans Holbein el Jove, 1526. Parell de trompetes i tambors

Fins al segle xvii hi va haver nombrosos imatges de tambors petits. La majoria dels percussionistes eren homes, però a l'art cristià la combinació de nacaires en combinació amb violes d'arc eren tocats per dones i àngels, en aquest cas ambdós instruments significaven subtil música de cambra. Els pintors i els escultors solen mostrar els petits tambors en parell lligats al músic per la cintura. Al Luttrell-Psalter, un manuscrit il·lustrat de 1325 a 1335, a més de la imatge d'aquest percussionista tocant, hi ha una segona imatge d'un gran tambor que s'inclina al terra i que es toca amb baquetes corbades.
Al segle xvi els tambors eren populars a tot Europa entre les dinasties. Els percussionistes alemanys i hongaresos tenien molt bona reputació per la seva forma de tocar fins al punt que el rei Enric VIII d'Anglaterra (govern 1502-1547) ordenà als músics que toquessin també damunt els cavalls a Viena el 1544. En el segle xvi, una orquestra normal de la cort estava formada per dotze trompetes i un parell de tambors. també hi havia alguns pífres, cornetes i caixes.
Tambors més grans es van incorporar als carros d'artilleria durant la batalla. A la cavalleria, només les unitats seleccionades podien dur trompetes i tambors. El tambor militar, com la possessió més preuada de les tropes, tenia un significat cerimonial similar al de tota la història del tambor àrabnaqqāra. Només els percussionistes del rang d'oficials tenien el privilegi de tocar-los, es distingien per dur una ploma d'estruç al capell. Les caracterísriques especials de l'estil d'interpretació eren transmeses oralment com un secret al llarg de generacions.